# Exorcist II: The Heretic
Exorcist II: The Heretic (bra: O Exorcista II - O Herege; prt: Exorcista II - O Herege) é um filme norte-americano de 1977 do gênero terror sobrenatural dirigido por John Boorman, escrito por William Goodhart e estrelado por Linda Blair, Richard Burton, Louise Fletcher, Max von Sydow, Kitty Winn, Paul Henreid e James Earl Jones. É a sequência dO Exorcista, de 1973.

## Sinopse
Quatro anos depois de ter sido libertada pelas forças do mal, a jovem Regan MacNeil vive agora em Nova Iorque, sem lembrança dos acontecimentos do passado. Entretanto, ela volta a ouvir vozes e ter delírios. Com a ajuda de uma psicanalista, tenta se curar, mas só mesmo com a ajuda de um exorcista poderá afastar de vez o demônio.

## Elenco
- Linda Blair como Regan MacNeil
- Richard Burton como Padre Philip Lamont
- Louise Fletcher como Dra. Gene Tuskin
- Max von Sydow como Padre Lankester Merrin
- Kitty Winn como Sharon Spencer
- Paul Henreid como Cardeal
- James Earl Jones como Kokumo
- Joey Green como jovem Kokumo
- Ned Beatty como Edwards
- Belinda Beatty como Liz
- Barbara Cason como Sra. Phalor
- Dana Plato como Sandra Phalor
- Karen Knapp como a voz de Pazuzu

## Prêmios e indicações

### Indicações
Saturn Awards
- Melhores Efeitos Especiais: 1978

## Sequências
- O Exorcista III, de 1990, com George C. Scott.
- O Exorcista - O Início, de 2004, com Stellan Skarsgård e Izabella Scorupco. Este se passa cronologicamente em uma época anterior ao primeiro filme.